# La France (film)
Pour les articles homonymes, voir France (homonymie).
Pour plus de détails, voir Fiche technique et Distribution.
La France est un film français réalisé par Serge Bozon et sorti en 2007.

## Synopsis
Durant la Première Guerre mondiale, Camille, une jeune femme dont le mari combat au front, reçoit de celui-ci une brève lettre de rupture. Ébranlée, elle décide d’aller le rejoindre, mais, refoulée par le règlement de l’époque qui interdit aux femmes de se déplacer seules vers le front, elle n’a pas d’autre possibilité que de se travestir en homme pour pouvoir prendre la route à pied.

## Fiche technique
- Titre : La France
- Réalisateur : Serge Bozon
- Scénario : Axelle Ropert
- Musique : Fugu (Mehdi Zannad), Benjamin Esdraffo
- Directrice de la photographie : Céline Bozon
- Son : Laurent Gabiot, Pauline Gaillard, Maïkôl
- Décoratrice : Brigitte Brassart
- Costumier : Renaud Legrand
- Maquilleur / coiffeur : Michel Vautier
- Assistant-réalisateur : Thomas Longuet
- Monteur : François Quiqueré
- Pays de production :  France
- Sociétés de production : Les Films Pelléas — Centre national de la cinématographie (CNC) — Conseil régional d'Île-de-France — Centre Images  — Sofica (France) — Cinémage (France) — Coficup / Backup Films — Soficinéma 3
- Producteur : David Thion
- Directrice de production : Hélène Bastide
- Producteurs délégués : Philippe Martin, David Thion
- Distributeurs : 
  - Shellac pour la France
  - Pyramide International pour l’étranger
- Format : couleur — 1.66:1 — Stéréo Dolby SR DTS — 35 mm
- Genre : drame, film de guerre
- Durée : 98 minutes environ[1]
- Dates de sortie : 
  - France : 22 mai 2007, présenté à La Quinzaine des réalisateurs du Festival de Cannes
  - France : 21 novembre 2007 sortie nationale
  - Belgique : 5 décembre 2007 sortie nationale

## Distribution
- Sylvie Testud : Camille
- Pascal Greggory : le lieutenant
- Guillaume Verdier : le cadet
- François Négret : Jacques
- Laurent Talon : Antoine
- Pierre Léon : Alfred
- Benjamin Esdraffo : Pierre
- Didier Brice : Jean
- Laurent Lacotte : Frédéric
- Bob Boisadan : le guitariste
- Lionel Turchi : le violoniste
- Laurent Valero : le bandonéiste
- Michel Fossiez : le hautboïste
- Jean-Christophe Bouvet : Elias
- Emmanuel Lefauvre : le fils d’Elias
- Cécile Reigher : la sœur de Camille
- Philippe Chemin : l’agent de liaison
- Mehdi Zannad : la sentinelle
- Pascale Bodet : la fille de la colline
- Avec la participation de Guillaume Depardieu

## Tournage
Le film a été tourné en 38 jours avec un budget de 1,4 million d'euros.

## Autour du film
- Serge Bozon et les chansons du film[3] :

« J’avais l’impression que les chansons permettraient en effet de décupler un certain type d’émotions et de faire exister l’unité du groupe de manière plus émotive. Dans une chanson, la notion de groupe existe tout de suite de manière unitaire, ils n’ont pas besoin de raconter leur vie, de se dire qu’ils sont soudés depuis longtemps, etc., puisqu’ils chantent ensemble : la musique induit une fraternité de fait, « en action ». J’avais aussi l’impression que la piste romanesque initiale et cachée ensuite, puisque Camille ne peut parler à personne de son mari, de sa quête, resurgissait par les chansons de manière inattendue, puisque ce sont des chansons d’amour et du seul point de vue féminin. C'est-à-dire que ce sont des chansons d’amour du point de vue d’une femme qui, à chaque fois, racontent une rencontre amoureuse avec un homme étranger dans un pays étranger. Et ce n’est jamais le même soldat qui chante. Comme si les soldats avaient tous des dons musicaux cachés et qu’on ne pouvait pas anticiper jusqu’où la liste de ces dons pourrait aller. »

## Distinctions
- 2007 : Prix Jean-Vigo
- 2007 : Sélection de La Quinzaine des réalisateurs au Festival de Cannes